# Paul Thomaschki

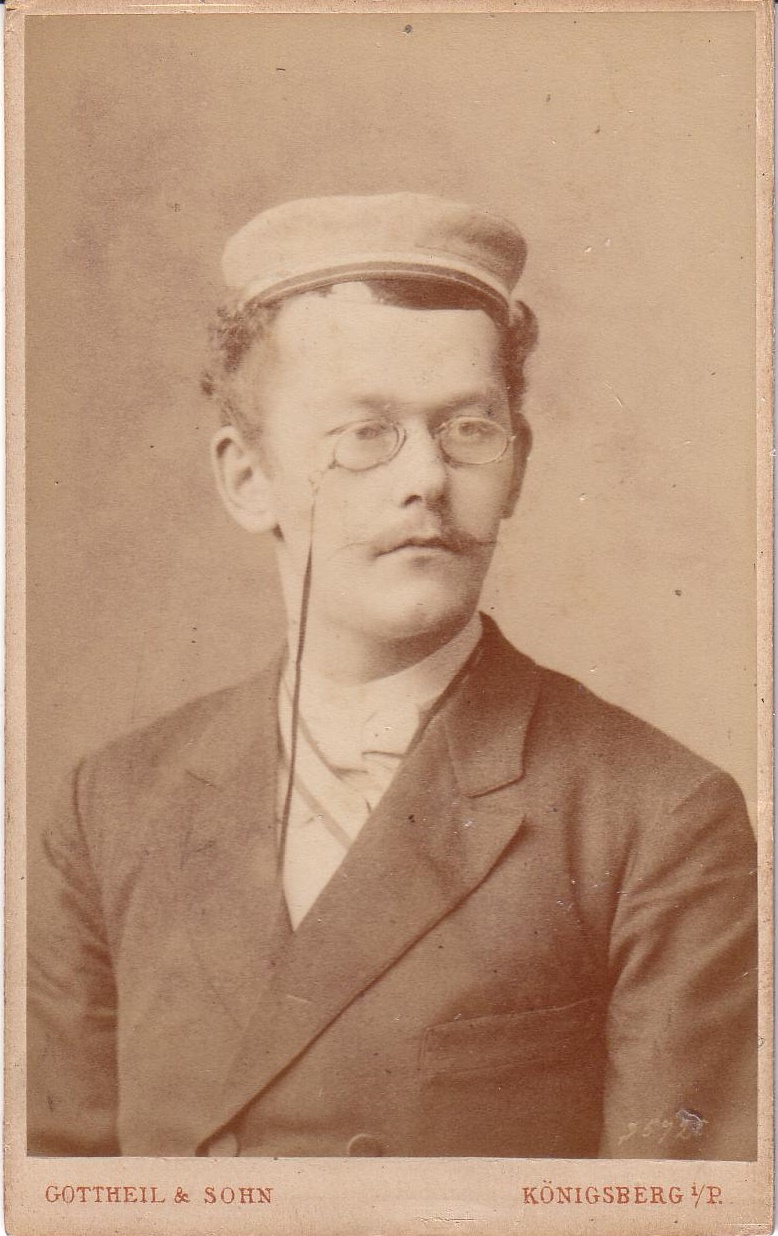
Thomaschki als Corpsstudent

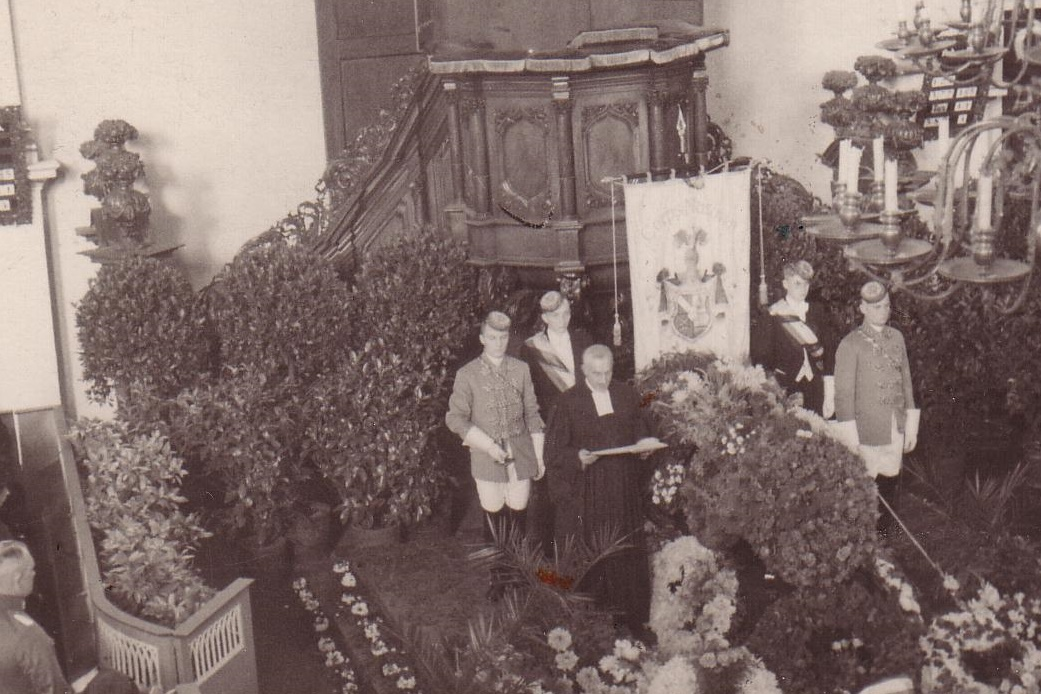
Begräbnisfeier am 27. Juli 1934

Paul Thomaschki (* 27. Februar 1861 in Jägerkrug, Landkreis Wehlau; † 24. Juli 1934 in Königsberg i. Pr.) war ein deutscher Pfarrer in Ostpreußen.

## Leben
Thomaschki besuchte das Gymnasium in Rastenburg. Nach dem Abitur studierte er evangelische Theologie an der Albertus-Universität Königsberg. 1881 wurde er Mitglied des Corps Masovia. Seine Frau kam aus Jäcknitz bei Zinten im  Kreis Heiligenbeil. Die erste Pfarrstelle erhielt er 1884 in Miswalde, Kreis Mohrungen. Dort kamen die Tochter Else (später verheiratet mit Rudolf Flebbe) und die Söhne Siegfried und Ernst zur Welt. Ernst starb als Kind, Siegfried Thomaschki wurde General der Artillerie. Alle seine Kinder taufte er mit Jordanwasser, das er aus Palästina mitgebracht hatte. Von 1904 bis zu seiner Pensionierung 1929 war Thomaschki Pfarrer an der Burgkirche in Königsberg, deren Archiv er aufarbeitete. 1895/96 veröffentlichte er in Buchform Reiseschilderungen aus Griechenland, Palästina, Ägypten und Skandinavien. Seine Tagebücher – die ersten von 1893 – geben einen Einblick in ostpreußische Alltagsgeschichte. Die letzten von 1933/34 zeigen, dass er in der Freimaurerloge Zum Todtenkopf und Phoenix engagiert war. Er hinterließ ein handschriftliches Tagebuch vom ersten bis zum letzten Tage des Ersten Weltkrieges.

## Schriften
- Auf Kaiserwegen. Plaudereien aus einer Nordlandfahrt auf Dampfer Capella, Röthe, Graudenz 1896.
- Ernstes und Heiteres aus einer Orient-Reise durch Griechenland, Palästina und Aegypten (im Juli und August 1895), G. Röthe's Buchdruckerei, Graudenz 1896.
- St. Adalbert und der Alte Dessauer.¨In: Altpreußische Monatsschrift 34 (1897) [= Preußische Provinzialblätter 100], S. 643–645.
- Geschichtliches über das Kirchspiel Miswalde, Mohrungen o. J. [um 1900]
- Der Krieg in China und die Mission, Berliner Stadtmission, Berlin 1901 Digitalisat
- Der moderne Geisterglaube. Ein Beitrag zur Lösung spiritistischer Rätsel, Leipzig 1902.
- Unter südlicher Sonne. Plaudereien aus einer Sommerfahrt ums Mittelmeer, Königsberg 1909.
- Aus dem Archiv der Burgkirche, Königsberg 1924.